# Pavel Pučálka
Pavel Pučálka († 1681) byl český kněz a spisovatel. Narodil se na Novém Městě pražském. Roku 1660 se stal bakalářem a v roce 1661 mistrem svobodných umění. Stal se farářem v Jarošově nad Nežárkou, později až do své smrti v roce 1681 působil v Kardašově Řečici.

## Dílo
- PUČÁLKA, Pavel. Lodi církve svaté rytěřující, na moři světa tohoto vinobitím semotam se zmítající, však nikdy neutunutá. V třech dílech popsaná: I. Od stvoření světa. II. Od narození Syna Božího. III. Od začátku křesťanstva v zemi české. Praha: Jan Arnolt z Dobroslavína, 1677.